# Hyperoglyphe macrophthalma
Hyperoglyphe macrophthalma är en fiskart som först beskrevs av Miranda Ribeiro, 1915.  Hyperoglyphe macrophthalma ingår i släktet Hyperoglyphe och familjen svartfiskar. Inga underarter finns listade i Catalogue of Life.